# Слава Комісаренко
Слава Комісаренко (рос. Слава Комиссаренко) — білоруський стендап-комік.

## Біографія
Народився 27 липня 1985 року в Мінську в родині вчителів. У шкільні роки він, захоплювався спортом — любив плавання, протягом чотирьох років відвідував секцію боксу.
Безпосередньо зайнявся гумором в 18 років, а в 21 рік вже заробляв своїми жартами.
Після школи вступив в Білоруський державний економічний університет, де отримав спеціальність у галузі промислового маркетингу і комунікацій.
Університет став стартовим майданчиком для артистичної кар'єри: разом з однокурсником Дмитром Невзоровим організував комічний дует «Совість» і почав штурмувати різні телевізійні передачі Білорусі та Росії. У перші роки кар'єри Слава працював в рекламі, був копірайтером, писав сценарії для рекламних роликів і телепередач, статті для журналів.
Восени 2012 року Слава Комісаренко став постійним резидентом проекту «Stand Up».
У січні 2021 року стало відомо, що Комісаренко анулювали дозвіл на виступи у Мінську, у зв'язку з чим комік перебрався до Москви.
Через рік на концерті у Києві Комісаренко заявив, що залишив Росію, побоюючись викрадення з боку КДБ Білорусі.
16 серпня 2024 року в Білорусі на коміка Славу Комісаренка завели вже три кримінальні справи і почали проти нього заочне розслідування. У грудні 2024 року суд заочно засудив Комісаренка до 6 років позбавлення волі.
25 квітня 2025 року В'ячеслав Комісаренко та комік Дмитро Романов позбавлені російського громадянства та отримали заборону на в'їзд до Росії за ініціативою ФСБ. Про це йдеться у прес-релізі спецслужби.

## Особисте життя
У вересні 2023 року таємно одружився з Юлією Шашковою. Незабаром користувачі Instagram стали надсилати Славі записи еротичних стрімів Юлії. Через два тижні комік визнав, що раніше його дружина займалася вебкамом. Також Юлія піддавалася пластичним операціям . Згодом вони розлучилися .